# Counter-Strike 2
Counter-Strike 2 – strzelanka pierwszoosobowa z serii Counter Strike, bezpośredni następca Counter-Strike: Global Offensive. Wyprodukowana przez Valve Corporation i udostępniona 27 września 2023 na Steamie w miejsce poprzednika.
Gra wydana została na platformy, takie jak Windows czy Linux, lecz nie została wydana wersja dla systemu macOS ze względu na małą liczbę graczy korzystającą z wersji gry przeznaczonej na tę platformę.

## Zmiany w rozgrywce w stosunku do Counter Strike: Global Offensive
W Counter Strike’u 2 wprowadzono wiele zmian w stosunku do poprzednika.

### Grafika
Gra oparta jest na silniku Source 2, dzięki czemu zaktualizowana została jej oprawa graficzna. Odświeżone zostały wszystkie mapy, menu główne, a także interfejs ekwipunku. Dodane zostały realistyczne plamy i rozbryzgi krwi powstałe wskutek trafienia przeciwnika, które skierowane są zgodnie z kierunkiem trafienia. Poprawiony został również efekt wybuchu bomby, który na niektórych mapach zyskał większe pole oraz siłę rażenia. Wprowadzono animację poruszania nogami podczas chodzenia sterowanej przez gracza postaci.

### System klasyfikacji i rang
W trybie turniejowym zachowano system rang (od „srebra I” do „elity światowej”), lecz nowością jest wprowadzenie osobnej rangi dla każdej mapy.
Dodany został nowy system klasyfikacji dla trybu Premier, gdzie pozycję gracza symbolizuje kolor (od szarego do złotego) oraz przypisana mu liczba w przedziale od 0 do 35000.

### Zmienione zasady działania granatów
Dym wytwarzany przez granaty zyskał nowe właściwości – może być rozpraszany przez wybuch granatu zaczepnego lub przelatujące pociski. Nowością jest dodanie lekkiego zabarwienia na kolor drużyny, której gracz rzucił granat dymny (dym wywołany przez członka drużyny antyterrorystów zabarwiony jest na kolor szaroniebieski, natomiast dym drużyny terrorystów jest piaskowożółty).
W grze zmianie uległy również koktajle Mołotowa, które oprócz otrzymania nowych animacji wydają obecnie po użyciu cichsze dźwięki palenia się.

### Aktualizacje pozatickowe
Tickrate to liczba pakietów danych pobieranych z serwera na sekundę. Dzięki systemowi aktualizacji pozatickowych gra może otrzymywać informacje z serwera poza poszczególnymi tickami (momentem pobierania pakietów), co usprawnia jej działanie i pozytywnie wpływa na elementy rozgrywki, takie jak np. poruszanie się czy rzucanie granatów.

### Usunięcie skyboksów
W grze Counter-Strike 2 usunięto skyboksy, co umożliwia bardziej efektywne rzucanie granatów (w Counter Strike: Global Offensive niektóre trajektorie ich lotu były blokowane przez skyboks).

### Elementy niedostępne w Counter-Strike’u 2 w stosunku do poprzednich wersji gry
- Tryb strefa zagrożenia[19];
- Premierowa wersja nie zawierała niektórych map[20][21];
- W początkowej wersji gry niedostępna była możliwość trzymania broni lewą ręką[20], jednak aktualizacja z 26 kwietnia 2024 taką możliwość przywróciła[22].

## Historia
Już kilka lat przed wydaniem gry rozpoczęły się wśród społeczności spekulacje na temat przeniesienia Counter Strike: Global Offensive na silnik Source 2. Gra została zapowiedziana oraz udostępniona dla limitowanej grupy użytkowników do testów 22 marca 2023 roku.

### Kalendarium zmian w wybranych testowych wersjach gry
- 22 marca 2023 udostępniono pierwszą wersję beta Counter-Strike 2. Gracze otrzymali do testów odświeżoną wersję mapy Dust 2 oraz dwa tryby gry: deathmatch oraz turniejowy[26].
- 6 czerwca odświeżono menu zakupu broni. Zdecydowano się porzucić ekwipunek kołowy na rzecz nowego, dzielącego bronie na kategorie, udostępniając ekwipunek „slotowy”. W menu głównym gracz wybrać może broń dostępną w ekwipunku. Sloty podzielono na 3 nowe kategorie. Gracz wybrać może jeden pistolet startowy (otrzymywany za darmo po rozpoczęciu rundy), cztery pistolety, pięć „broni średnich” (strzelby i pistolety maszynowe) oraz 5 „broni ciężkich” (karabiny maszynowe, M249, Negev)[27]. Dzięki tej konfiguracji możliwy jest wybór obydwu broni (np. M4A1S oraz M4A4), spośród których należało wcześniej wybierać, gdyż istniał wyłącznie jeden slot[28]. W tej aktualizacji mapę Dust 2 zastąpiono mapą Mirage oraz udostępniono narzędzia do tworzenia nowych skórek do broni oraz naklejek[27].
- 29 czerwca wprowadzono funkcję inspekcji granatów. Wprowadzono również nowy tryb gry – uproszczony oraz mapy zastąpiono dwiema nowymi – Office oraz Nuke[29][30].
- 17 lipca usunięto mapy Office i Nuke. Zostały one zastąpione odświeżonymi mapami Overpass i Vertigo. W tej wersji wprowadzono również tryb gry skrzydłowy[31].
- 2 sierpnia – poprzednie mapy zastąpiono mapami Anubis i Ancient. Usunięto również tryb gry skrzydłowy oraz wprowadzono funkcję pływania dla kurczaków[32].
- 15 sierpnia usunięto tryb gry turniejowy oraz wyłączono funkcję rozgrywania prywatnych meczów. Mapy Anubis i Ancient zastąpiono odświeżoną wersją mapy Italy. W tej wersji poprawiono również wygląd zakładników[33].
- 17 sierpnia udostępniono wszystkie mapy, które kiedykolwiek pojawiły się w testowych wersjach gry[34].
- 31 sierpnia odświeżono system rankingowy oraz udostępniono grę do testów dla szerokiej grupy odbiorców. W tej wersji udostępniono również tryb gry Premier, a mecze skrócono z 30 na 24 rundy (z możliwością przedłużenia o 6 dodatkowych rund, gdy nastąpił remis)[35]. Dodano również odświeżoną wersję mapy Inferno[36].
- 5 września udostępniono z powrotem tryb gry turniejowy[37]. Dzień później oczekiwanie na graczy w trybie gry Premier skrócono z 5 na 2 minuty[38].

### Wydanie
Tydzień przed udostępnieniem gry Valve poinformowało o tym na swych mediach społecznościowych, zapowiadając datę premiery. Ta została oficjalnie wydana tydzień później, 27 września 2023 roku. Udostępniona wersja gry zawierała wszystkie mapy oraz tryby, które kiedykolwiek pojawiły się w testach. Każdy gracz, który posiadał Counter Strike: Global Offensive na co najmniej tydzień przed wydaniem nowej wersji, otrzymał pamiątkową odznakę oraz płytę muzyczną.

## Odbiór
Recenzje Counter-Strike’a 2 wśród krytyków oraz ekspertów były na ogół pozytywne, natomiast gracze ocenili produkcję mniej przychylnie. Miesiąc po tym, gdy Counter-Strike 2 ujrzał światło dziennie, jego liczba użytkowników spadła o ok. 20% i w kolejnym miesiącu utrzymała się na podobnym poziomie.
Zwrócono uwagę m.in. na wolniejsze działanie produkcji w stosunku do poprzednika.